# Drugi rat u Kongu
Drugi rat u Kongu, također poznat i pod nazivom Drugi kongoanski rat, Rat za koltan i Veliki afrički rat, započeo je u kolovozu 1998. u Demokratskoj Republici Kongo (poznat prije kao Zair), a službeno je završio u srpnju 2003. s prijelaznom vladom Demokratske Republike Kongo koja je na kraju preuzela vlast, iako sukobi traju i danas.
To je najveći rat u modernoj afričkoj povijesti te je izravno uključio osam afričkih država te 25 naoružanih frakcija. Broj poginulih je nepoznat, no procjene sežu od 3.8 milijuna do 5.4 milijuna osoba(uglavnom od zaraza i neishranjenosti), od čega je 45.000 ljudi umiralo svaki mjesec, čime je to najsmrtonosniji moderni sukob na svijetu nakon kraja Drugog svjetskog rata 1945. Zbog sukoba, milijuni ljudi su postali izbjeglice. "Kongo je u jednom desetljeću izgubio stanovništva koliko ga ima Danska", naveo je George Rupp, predsjednik humanitarne organizacije Međunarodni odbor za spašavanje. Neki pak analitičari smtraju da su te brojke preuveličane ili krivo izračunate te da je stvaran broj mrtvih zapravo ispod tri milijuna ljudi. Usprkos tome, svjetska javnost slabo je upoznata s ovim ratom.

## Kronologija
Nakon genocida u Ruandi, Hutu militanti pobjegli su iz Ruande u Kongo (tada Zair) 1996. te koristili izbjegličke logore kao poligon za napad na Tutsije na području Ruande. Kasnije su se udružili s oružanim snagama Zaira kako bi napadali kongoanske Tutsije u istočnom Zairu. Kao odgovor na to, Ruanda i Uganda su se udružile i izvršile invaziju Zaira kako bi se borili protiv Hutu militanata i diktatora Mobuta. Pridružili su im se političari Zaira koji su se već davno borili protiv diktature. Mobutu je 1997. napustio državu a vlast je preuzeo Laurent-Désiré Kabila.
Kabila je zahvalio stranim vojskama što su mu pomogli u svrgavanju Mobuta te ih zamolio da se vrate u svoje države. No nije istjerao Hutu militante a Ruanda i Uganda su htjeli kontrolirati svojeg velikog susjeda. Tako su oformile novu frakciju, pod vodstvom Tutsija, koji su se okomili na Kabilu, njihovog prijašnjeg saveznika. Angola, Zimbabve i Namibija su se pridružile sukobu na strani Kabile. Ruanda je htjela eliminirati ili razoružati militante odgovorne za pokolje Tutsija u Ruandi. Nakon smrti Kabile, njegov sin Joseph je preuzeo vlast koji je pozvao na mirovne pregovore. Glavna motivacija raznih frakcija bila je kontrola važnih resursa Konga, kao što su dijamanti, cink, zlato i koltan, jer bi time stigli do oružja, novca i moći, te su se tako međusobno napadali dok bi civili nastradali u njihovim borbama. Najvažniji zlatni rudnici su Mongbwalu (okrug Ituri) i Durba (okrug Haut Uélé)
Uganda je tijekom okupacije sjeveroistočnog Konga oduzela jednu tonu zlata vrijednu 9 milijuna $. Uganda se povukla 2003., a Ruanda godinu dana ranije. No iza sebe su ostavili frakcije, Nacionalistički i integracijski front (FNI) i Unija kongoanskih domoljuba (UPC), koji su nastavili bitke za te resurse. Kako bi ponovno uspostavila iskopavanje zlata, korporacija AngloGold Ashanti je uspostavila vezu s FNI-jom, odgovornim za ratne zločine, jer su vladali područjem Mongbwalu. Ashantijevo osoblje je dobilo zaštitu i prodaju zlata, a FNI je zauzvrat dobio logističku i financijsku pomoć - čime je samo ojačao i postao još brutalniji prema civilima.

## Posljedice
Usprkos kraju rata 2003. te dogovoru sukobljenih strana o stvaranju vlade nacionalnog jedinstva, 1.000 ljudi i dalje umire dnevno u Kongu zbog gladi i bolesti uzrokovanih osiromašenom državom nakon sukoba. Najmanje 3 milijuna ljudi je poginulo dok je oko 3,6 milijuna raseljeno iz svojih domova ili postalo izbjeglicama: 2003.,  značajan broj izbjeglica iz Konga bilo je u 13 afričkih država, uključujući 150.000 u Tanzaniji, 80.000 u Republici Kongo, 60.000 u Zambiji, 41.000 u Burundiju, 35.000 u Ruandi, 13.000 u Angoli, 12.000 u Ugandi, 10.000 u Srednjoafričkoj Republici i 9.000 u Južnoj Africi. Mnogi su zatražili azil u državama zapada.
Sukobi nakon rata motivirani su svjetskom potražnjom minerala kao što su koltan, koji ima bogata nalazišta u Kongu.

## Vanjske poveznice
- Izvještaj Amnesty International